# Grania paucispina
Grania paucispina är en ringmaskart som först beskrevs av Eisen 1904.  Grania paucispina ingår i släktet Grania och familjen småringmaskar. Inga underarter finns listade i Catalogue of Life.